# Efcookella albitarsis
Efcookella albitarsis är en tvåvingeart som först beskrevs av Zetterstedt 1850.  Efcookella albitarsis ingår i släktet Efcookella och familjen dyngmyggor. Inga underarter finns listade i Catalogue of Life.